# Callianthe
Callianthe är ett släkte av malvaväxter. Callianthe ingår i familjen malvaväxter.

## Dottertaxa tillCallianthe, i alfabetisk ordning[1]
- Callianthe amoena
- Callianthe andrade-limae
- Callianthe bedfordiana
- Callianthe bezerrae
- Callianthe brenesii
- Callianthe cyclonervosa
- Callianthe darwinii
- Callianthe elegans
- Callianthe fluviatilis
- Callianthe geminiflora
- Callianthe glaziovii
- Callianthe inaequalis
- Callianthe jaliscana
- Callianthe jujuiensis
- Callianthe lanata
- Callianthe latipetala
- Callianthe laxa
- Callianthe longifolia
- Callianthe macrantha
- Callianthe malmeana
- Callianthe mexiae
- Callianthe monteiroi
- Callianthe mouraei
- Callianthe muelleri-friderici
- Callianthe pachecoana
- Callianthe petiolaris
- Callianthe pickelii
- Callianthe picta
- Callianthe purpusii
- Callianthe regnellii
- Callianthe rufinerva
- Callianthe rufivela
- Callianthe scabrida
- Callianthe schenckii
- Callianthe sellowiana
- Callianthe senilis
- Callianthe striata
- Callianthe torrendii
- Callianthe tridens
- Callianthe vexillaria